# Vlad Voiculescu
Vlad Vasile Voiculescu (Brănești, 6 settembre 1983) è un politico romeno.
È stato ministro della salute in due mandati. Una prima volta tra il 2016 e il 2017 nel governo Cioloș in qualità di indipendente e poi tra il 2020 e il 2021 nel governo Cîțu come membro del Partito della Libertà, dell'Unità e della Solidarietà.
Dal 2024 è europarlamentare e partecipa al gruppo Renew Europe.

## Biografia

### Famiglia e formazione
La madre era maestra. Il padre Iulian Vasile Voiculescu è stato vicecampione nazionale di nuoto e istruttore di sci, per poi diventare professore di sport. Nel 1990 ha aperto una falegnameria. Nel 2015 la corte d'appello di Bucarest ha constatato che nel 1978 e 1980 ha collaborato con la Securitate, la polizia politica del regime comunista.
Vlad Voiculescu si è diplomato nel 2001 al liceo “Nicolae Titulescu” di Pucioasa e poi si è trasferito in Austria per studi. Si è laureato in gestione aziendale con il massimo dei voti il 4 ottobre 2011 presso la Vienna University of Economics and Business. Ha sostenuto la tesi «Dinamica del mercato del lavoro nella transizione della Romania all'economia di mercato».

### Attività professionale
Negli anni durante e dopo gli studi universitari ha lavorato per diverse società del settore finanziario. È stato coordinatore e auditor del sistema di gestione per Dexia Kommunalkredit Bank (2005-2007), consulente per il consiglio di sorveglianza, audit, strategia e bilancio di varie filiali per Volksbank International (2007-2010) e vicepresidente della divisione per i finanziamenti alle infrastrutture per Erste Group (2010-2015). Nell'ultima posizione ha gestito progetti internazionali per investimenti nel settore sanitario, energetico e dei trasporti nell'Europa centrale e orientale.

### Attività nel settore sanitario
Nel 2008 ha ideato un sistema caritatevole, successivamente definito in ambito giornalistico "Rete dei citostatici" ("Rețeaua Citostaticelor"), finalizzato a fornire parallelamente ai canali ufficiali medicine irreperibili in Romania ai malati di cancro. Lo schema è stato rivelato al pubblico da un'inchiesta giornalistica del 2012 a firma di Vlad Mixich. All'inizio i quattro membri fondatori della "Rete" acquistavano all'estero le medicine per conto dei pazienti e le trasportavano in Romania, dove le consegnavano ai richiedenti. Negli anni il sistema è cresciuto, fino a coinvolgere 400 volontari e a pubblicare un sito internet sul quale i malati potevano fare richiesta delle medicine di cui avevano bisogno.
Le attività della "Rete" sono state criticate dal ministero della salute dell'epoca, Eugen Nicolăescu, tuttavia l'iniziativa ha contribuito a spronare le autorità a rivedere la legislazione riguardante le medicine antitumorali. Risolto il problema della carenza di tali farmaci, nel 2014 la "Rete" ha cessato le proprie attività.
Nel 2015 le sue vicende hanno ispirato il regista Claudiu Mitcu, che ne ha tratto il documentario "La Rete" ("Rețeaua").
Nel 2014 ha fondato l'associazione MagiCAMP insieme alla giornalista Melania Medeleanu. Lo scopo dell'ONG era quello di assistere i bambini colpiti dal cancro e fornire supporto economico alle loro famiglie. MagiCAMP organizzava campi per bambini, assicurando controllo medico e psicologico. Le attività si svolgevano a Brănești, all'interno di una proprietà di Voiculescu. L'associazione si finanziava con donazioni di cittadini e di compagnie private.
Tra le altre attività è stato vicepresidente e tesoriere dell'European Cancer Patient Coalition di Bruxelles (2013), membro del gruppo per i diritti dei pazienti dell'European Society for Medical Oncology e membro del consiglio d'amministrazione dell'Associazione romena contro la leucemia. È stato inoltre creatore della Global Shapers Community del Forum economico mondiale a Bucarest e membro dell'Aspen Institute Romania, fondato da Mircea Geoană.

### Primo mandato da ministro della salute

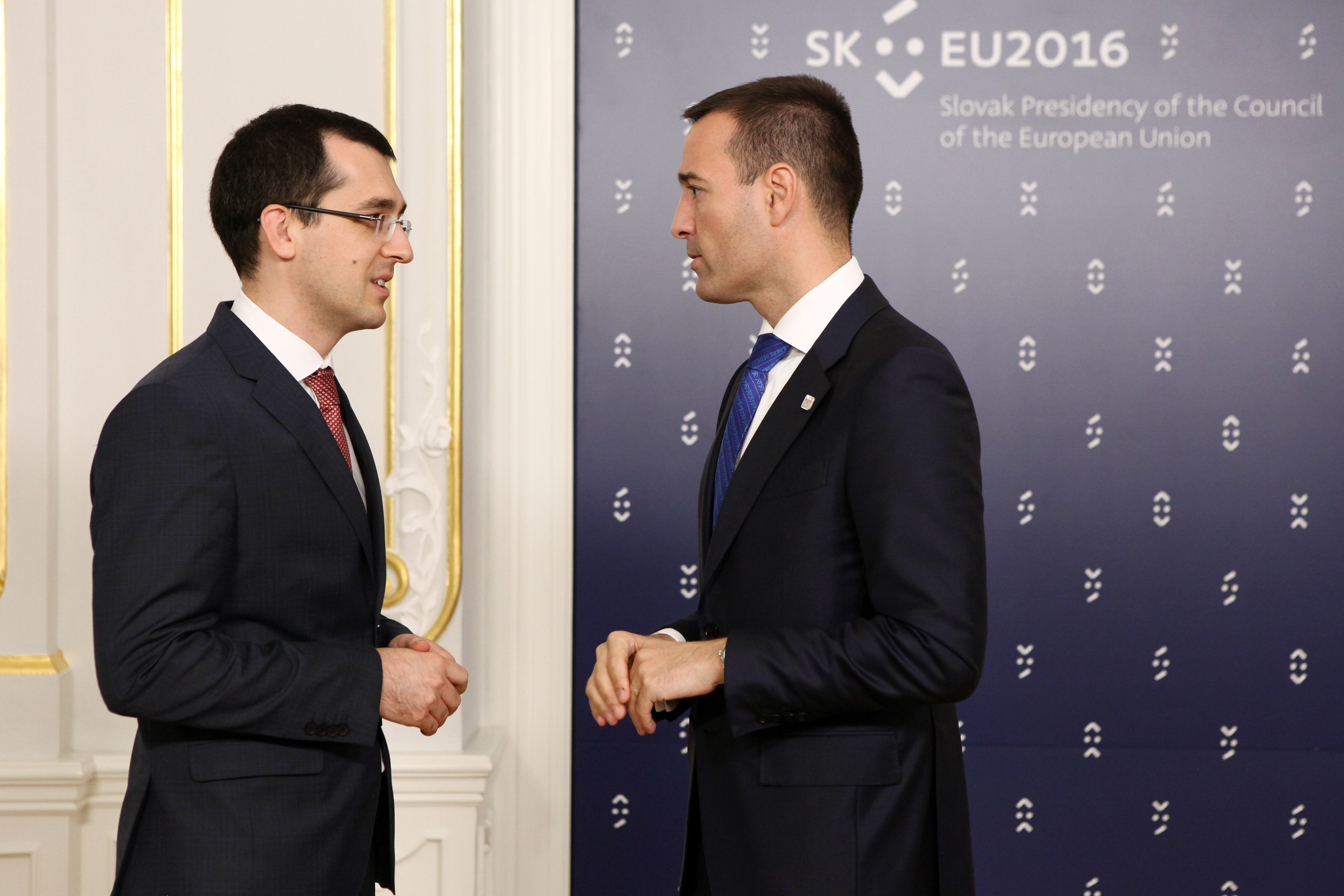
Vlad Voiculescu (sinistra) all'incontro con il ministro della salute della Slovacchia Tomáš Drucker, il 3 ottobre 2016.

Nel gennaio 2016 è stato nominato direttore dell'ufficio del ministro delle finanze Anca Dragu, nel quadro del governo tecnico guidato da Dacian Cioloș.
Nel maggio 2016 il ministro della salute Patriciu Achimaș-Cadariu è stato costretto alle dimissioni dopo l'esplosione di uno scandalo riguardante l'utilizzo di disinfettanti non conformi ai requisiti di legge negli ospedali della Romania. Tali eventi e la successiva gestione della crisi da parte di Voiculescu sono stati al centro del documentario Collective di Alexander Nanau (2019). Il 20 maggio 2016 Voiculescu è stato nominato ministro della salute ed è rimasto in carica fino al 4 gennaio 2017, quando ha prestato giuramento il nuovo governo del Partito Social Democratico.
Durante il mandato ha promosso un'ordinanza d'urgenza (OUG 79/2016) per la depoliticizzazione degli incarichi manageriali negli ospedali e per una maggiore trasparenza nei concorsi di assunzione per queste funzioni. L'ordinanza mirava a estendere i casi di incompatibilità e conflitto d'interesse per le persone che facevano parte di un partito politico. La forma finale approvata dal parlamento nel maggio 2017 tuttavia limitava gli effetti desiderati da Voiculescu. Tra le disposizioni entrate in vigore i membri di partito, ma non i dirigenti, potevano rivestire ruoli in seno alle amministrazioni delle strutture ospedaliere, mentre i concorsi venivano liberalizzati.
Nel contesto dell'esplosione di un'epidemia di morbillo, Voiculescu ha aggiunto delle proposte alla legge sulla vaccinazione in elaborazione in seno al governo. Tra i suoi progetti figuravano gli obblighi per lo Stato di garantire una giacenza permanente di vaccini e di realizzare una campagna di informazione sui benefici e sugli effetti secondari dei sieri. I genitori sarebbero stati vincolati a consultare il medico di famiglia prima di accettare o rifiutare la vaccinazione dei figli. Il progetto di legge è stato approvato dal governo Tudose nel 2017 ed è entrato in parlamento per dibattito, ma non è giunto all'adozione da parte della camera dei deputati.

### Fondazione del PLUS

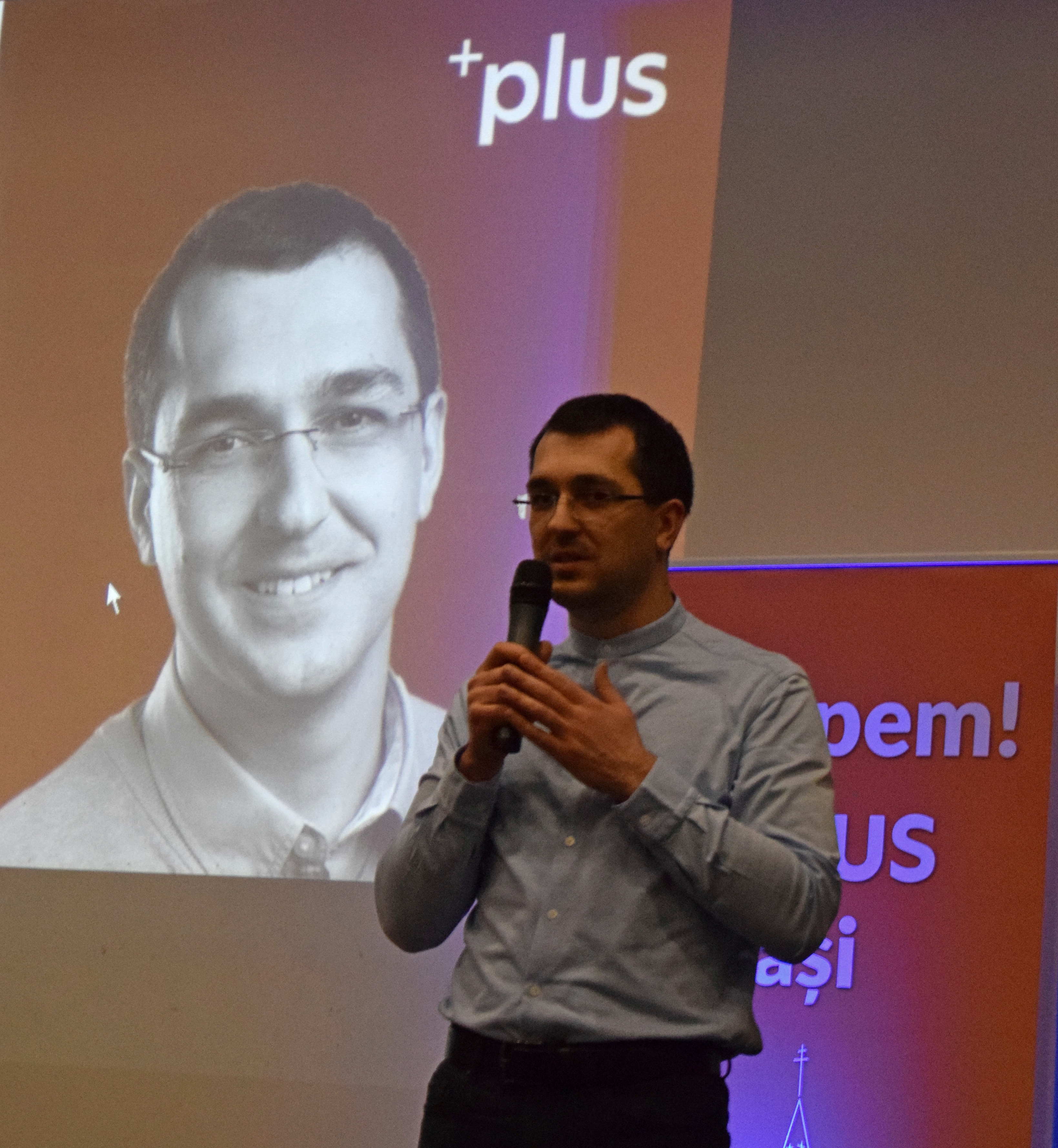
Vlad Voiculescu ad un incontro organizzato dal Partito della Libertà, dell'Unità e della Solidarietà a Iași il 20 febbraio 2019.

Nel 2018 si è iscritto al "Movimento Romania Insieme" di Dacian Cioloș e ha dichiarato di volersi candidare a sindaco di Bucarest. Per motivi amministrativi il partito ha poi cambiato nome in Partito della Libertà, dell'Unità e della Solidarietà (PLUS). Nel 2021 il PLUS è stato assorbito dagli alleati dell'Unione Salvate la Romania (USR).
Il 1º agosto 2019 Voiculescu è stato designato dal PLUS quale candidato a sindaco della capitale rumena per le elezioni locali del 27 settembre 2020, ma il 28 febbraio 2020 ha rinunciato all'idea, a causa dell'accordo di coalizione tra Alleanza 2020 USR PLUS e Partito Nazionale Liberale, che sostenevano congiuntamente Nicușor Dan.
Nella stessa tornata elettorale è stato eletto consigliere comunale di Bucarest. Proposto inizialmente come vicesindaco, non è mai entrato in carica in questa posizione, poiché nominato ministro del neonato governo Cîțu.

### Secondo mandato da ministro della salute
Il 23 dicembre 2020 è entrato in carica quale ministro della salute del governo guidato dal premier Florin Cîțu. Il suo ministero ha coordinato le attività per contrastare la diffusione della COVID19 e promosso la rispettiva campagna di vaccinazione. Assumendo l'incarico si è espresso sul rispetto delle regole per combattere la pandemia, sui benefici della vaccinazione e sulla necessità di aprire nuovi centri vaccinali. Voiculescu ha rimarcato il bisogno di estendere la capacità di testare la popolazione con più tamponi e di adottare misure severe per limitare il contagio. Tra i propri interventi ha reintrodotto i focolai d'infezione nella formula di calcolo dell'incidenza della COVID19 per le singole località.
Il mandato però è stato caratterizzato da tensioni con il primo ministro e con il capo del comitato nazionale per la vaccinazione Valeriu Gheorghiță. Ha provato a rafforzare il ruolo del ministero della salute nella campagna di vaccinazione, provando a sottrarre competenze al comitato condotto da Gheorghiță che, però, dipendeva direttamente dal primo ministro e aveva priorità nel processo decisionale.
Il 29 gennaio 2021 ha promesso la realizzazione di un'inchiesta dopo che un incendio scoppiato all'ospedale "Matei Balș" di Bucarest aveva causato la morte di 15 pazienti.
Nel mese di febbraio 2021 è entrato in polemica con il ministro dell'istruzione Sorin Cîmpeanu in merito alla riapertura delle scuole voluta da questi, mentre Voiculescu sosteneva lo scenario ibrido. Inoltre i due si sono scontrati sulla formulazione di un modulo di autorizzazione rivolto ai genitori per sottoporre gli studenti a dei test antigenici per la COVID19. Sulla questione è intervenuto il premier, che ha preso le parti del ministro dell'istruzione. Nello stesso mese Voiculescu si è lamentato di non avere a disposizione un bilancio sufficiente alle necessità del ministero, ricevendo il biasimo di Cîțu che ha dichiarato che le risorse destinate alla sanità erano superiori rispetto all'anno precedente.
Il 4 marzo 2021 il ministero della salute ha pubblicato due serie di dati sulla COVID19. La prima riguardava il numero di test e di ricoveri a livello di distretto e la seconda quello di vaccinazioni in ogni centro della Romania. Voiculescu ha salutato l'iniziativa in nome di una maggior trasparenza nella pubblica amministrazione. Il primo ministro però ha attivato il proprio corpo di controllo per verificare la legalità della pubblicazione, poiché erano stati diffusi anche dei dati che si riferivano alle strutture della difesa e del ministero degli interni, ove veniva realizzata la vaccinazione dei quadri delle forze dell'ordine. Il ministro degli interni Lucian Bode ha avanzato delle perplessità, mentre il corpo di controllo del primo ministro si è rivolto alla procura.
Nell'aprile 2021 Voiculescu ha approvato un ordine del capo del Dipartimento per le situazioni di urgenza, Raed Arafat, che autorizzava la conversione della sezione di ortopedia dell'ospedale "Foișor" di Bucarest in unità COVID19. Il ministro della salute è stato criticato dall'opinione pubblica poiché l'evacuazione dei ricoverati non COVID è stata realizzata nel corso della notte e ha coinvolto anche pazienti operati il giorno precedente. Alcuni giorni dopo un guasto all'impianto di alimentazione dell'ossigeno di un'unità mobile per la terapia intensiva dell'ospedale "Victor Babeș" di Bucarest ha causato la morte di tre pazienti che erano collegati ai respiratori. Voiculescu è stato accusato di non aver preso azioni immediate, mentre ha realizzato la prima conferenza stampa il giorno dopo l'accaduto, dopo che Cîțu e Arafat avevano già rilasciato le proprie dichiarazioni.
Al culmine di lunghe tensioni, il 14 aprile 2021 il primo ministro ha comunicato di aver inoltrato al presidente Klaus Iohannis la richiesta di revoca di Voiculescu. La scelta del premier seguiva la pubblicazione di un'ordinanza a firma del segretario di Stato del ministero della salute Andreea Moldovan, della quale il primo ministro non era stato informato, che modificava i criteri secondo cui una località poteva essere sottoposta alla misura della quarantena. Florin Cîțu ne ha poi preso il posto ad interim.

### Europarlamentare
Nel 2024 è stato eletto europarlamentare nelle file della coalizione Alleanza Destra Unita. È stato nominato membro della Sottocommissione per la sanità pubblica e membro sostituto delle commissioni per il controllo dei bilanci, per i problemi economici e monetari e per l'ambiente, la sanità pubblica e la sicurezza alimentare.

## Controversie
Nel dicembre 2023 è stato indagato al fianco dell'ex primo ministro Florin Cîțu, dell'ex ministro della salute Ioana Mihăilă e dell'ex segretario di Stato Andrei Baciu dalla Direzione nazionale anticorruzione, che lo accusava di abuso d'ufficio. Secondo gli inquirenti in qualità di ministro della salute tra febbraio e aprile 2021 avrebbe approvato l'acquisto di nuove dosi dei vaccini anti-COVID-19 Pfizer-BioNTech e Moderna, in assenza di analisi che ne giustificassero la spesa, in un numero molto superiore rispetto a quello necessario a vaccinare la popolazione idonea di 10,7 milioni di persone comunicata precedentemente alla Commissione europea. In base alla procura Voiculescu avrebbe acquistato un surplus di 18 milioni di dosi, dal valore complessivo di 340 milioni di euro.